# 布什內爾山
85°36′S 150°48′W / 85.600°S 150.800°W
布什內爾山（Mount Bushnell），是南極洲的山峰，位於古爾德海岸，處於達拉姆山和平瑟角之間，屬於塔普利山脈的一部分，海拔高度840米，現時由南極條約體系管理。